# Furcembolus
Genre
Synonymes
- Praeterpaculla Wunderlich, 2015

Furcembolus est un  genre fossile d'araignées aranéomorphes de la famille des Tetrablemmidae.

## Distribution
Les espèces de ce genre ont été découvertes dans de l'ambre de Birmanie. Elles datent du Crétacé.

## Liste des espèces
Selon The World Spider Catalog 18.0 :
- † Furcembolus andersoni Wunderlich, 2008
- † Furcembolus armatura (Wunderlich, 2015)
- † Furcembolus biacuta (Wunderlich, 2015)
- † Furcembolus crassitibia Wunderlich, 2017
- † Furcembolus dissolata (Wunderlich, 2015)
- † Furcembolus equester (Wunderlich, 2015)
- † Furcembolus grossa Wunderlich, 2017
- † Furcembolus longior Wunderlich, 2017
- † Furcembolus tuberosa (Wunderlich, 2015)

## Publication originale
- Wunderlich, 2008 : The dominance of ancient spider families of the Araneae: Haplogyne in the Cretaceous, and the late diversification of advanced ecribellate spiders of the Entelegynae after the Cretaceous–Tertiary boundary extinction events, with descriptions of new families. Beiträge zur Araneologie, vol. 5, p. 524–675 (en).